# Spoorlijn Lutterbach - Rixheim
De spoorlijn Lutterbach - Rixheim is een Franse spoorlijn van Lutterbach naar Rixheim. De lijn is 10,7 km lang en heeft als lijnnummer 125 000.

## Geschiedenis
De spoorlijn werd door de Reichseisenbahnen in Elsaß-Lothringen in gedeeltes geopend. Van Lutterbach naar Mulhouse Nord op 1 november 1884 en van Mulhouse-Nord naar Rixheim op 1 mei 1899.

## Treindiensten
De lijn is alleen in gebruik voor goederenvervoer.

## Aansluitingen
In de volgende plaatsen is of was er een aansluiting op de volgende spoorlijnen:
Lutterbach
RFN 115 000, spoorlijn tussen Strasbourg-Ville en Saint-Louis
RFN 130 000, spoorlijn tussen Lutterbach en Kruth
RFN 132 000, spoorlijn tussen Lutterbach en Rond point Stricker
Mulhouse-Nord
RFN 115 306, raccordement tussen Mulhouse-Dornach en Mulhouse-Nord
RFN 125 005, spoorlijn tussen Mulhouse-Nord en Mulhouse-Port-Canal
aansluiting Wanne
RFN 125 306, raccordement tussen de aansluiting Wanne en Mulhouse-Ville
Rixheim
RFN 115 000, spoorlijn tussen Strasbourg-Ville en Saint-Louis

## Elektrische tractie
Het traject werd in 1957 geëlektrificeerd met een wisselspanning van 25.000 volt 50 Hz.